# Marsdenia otoniensis
Marsdenia otoniensis är en oleanderväxtart som beskrevs av J. Fontella Pereira och G. Morillo. Marsdenia otoniensis ingår i släktet Marsdenia och familjen oleanderväxter. Inga underarter finns listade i Catalogue of Life.